# فريدريك تاونسند
فريدريك تاونسند (بالإنجليزية: Frederick Townsend)‏ هو ضابط أمريكي، ولد في 21 سبتمبر 1825 في ألباني في الولايات المتحدة، وتوفي في 12 سبتمبر 1897 في ليك لوزيرن في الولايات المتحدة.